# Utagawa Kunitoshi (I)
Pour les articles homonymes, voir Utagawa Kunitoshi et Utagawa.
Utagawa Kunitoshi (歌川 国利) (1847 - 7 septembre 1899) est un peintre de ukiyo-e et dessinateur de estampes sur bois.
Son vrai nom est Yamamura Kiyosuke ; il signe certaines de ses impressions en utilisant le surnom gō, Baiju avec Baiju Kunitoshi. Pour ce que l'on sait, il est d'abord élève d'Utagawa Kunitsugu (1800-1861), puis, après la mort de celui-ci, il poursuit sa formation avec Kunisada I. et plus tard auprès de Kunisada II.
La plupart de ses estampes montrent les améliorations et les réalisations qui ont eu lieu durant la restauration de Meiji telles qu'elles se retrouvent dans la ville de Tokyo. Ces images, kaika-e, ont été réalisées afin d'éduquer le public sur les réalisations des temps modernes. Ces estampes montrent des Japonais vêtu à l'occidentale, des banques et des hôtels construits en pierre, des rues pavées, des calèches, des ponts en acier, des chemins de fer et autres semblables exemples de modernité.
Il existe par ailleurs quelques estampes de guerriers (musha-e), des estampes de curiosités du Japon et du Tokyo traditionnel (meisho-e) et des estampes des oiran de Yoshiwara (bijin-ga). De lui, on connait en particulier l'estampe quelque peu bizarre intitulée « Femmes enceintes jouant dans la chaleur de l'été – cinq têtes avec dix corps » (Mimochi on’na natsu no tawamure – Gotō juttai no zu) qui se trouve dans les collections de certains musées.